# Paratamboicus bogotensis
Paratamboicus bogotensis is een hooiwagen uit de familie Sclerosomatidae.